# Vozes do Medo
Vozes do Medo é um filme realizado entre 1969 e 1973, por Roberto Santos, Maurice Capovilla, Gianfrancesco Guarnieri, Aloysio Raulino, Roman Stulbach, Plácido Campos Jr., Hélio Leite de Barros, Mamoru Miyao, Adilson Bonini, Augusto Correa, Ruy Perotti Barbosa e Cyro del Neto.

## História do filme
O filme foi um projeto coordenado por Roberto Santos, quando era professor de cinema no Curso de Comunicação da ECA/USP. Vários dos diretores eram seus alunos e ex-alunos, como Aloysio Raulino, Plácido de Campos Júnior e Roman Stulbach.
O filme teve sua produção facilitada devido à ligação de Santos com César Mêmolo Junior, um dos sócios-proprietários da Lynxfilm, produtora de comerciais e de animação de grande porte na época. Ruy Perotti, diretor de um dos segmentos, era outro dos sócios-proprietários da empresa.
O filme foi censurado, tendo dois episódios cortados para exibição. Somente foi liberado em 1974, com a posse do presidente Ernesto Geisel.

## Sinopse
O nome Vozes do Medo deve-se ao fato do filme tratar, em vários episódios, sobre constrangimento, negação, impossibilidade e apatia. Não há uma história, apenas fatos os quais constituem uma hístória, representada usando-se as diversas linguagens do cinema.
São doze episódios, realizados por 12 diretores, que abrangem desde o cinema-verdade até a ficção, desenho animado e realismo fantástico, e uma infinidade de outras tendências e manifestações.

## Episódios

### Roberto Santos
- A Feira do Medo
- Piá Não Sofre? Sofre!
- Caminhos
- Retrato de Um Jovem Brigador
- Pantomina das 3 Forças

|  |

### Maurice Capovilla
- Loucura

### Aloysio Raulino
- A Santa Ceia

## Prêmios
- Prêmio Governador do Estado, 1975 - Melhor Filme